# Ballstraße 10 (Quedlinburg)

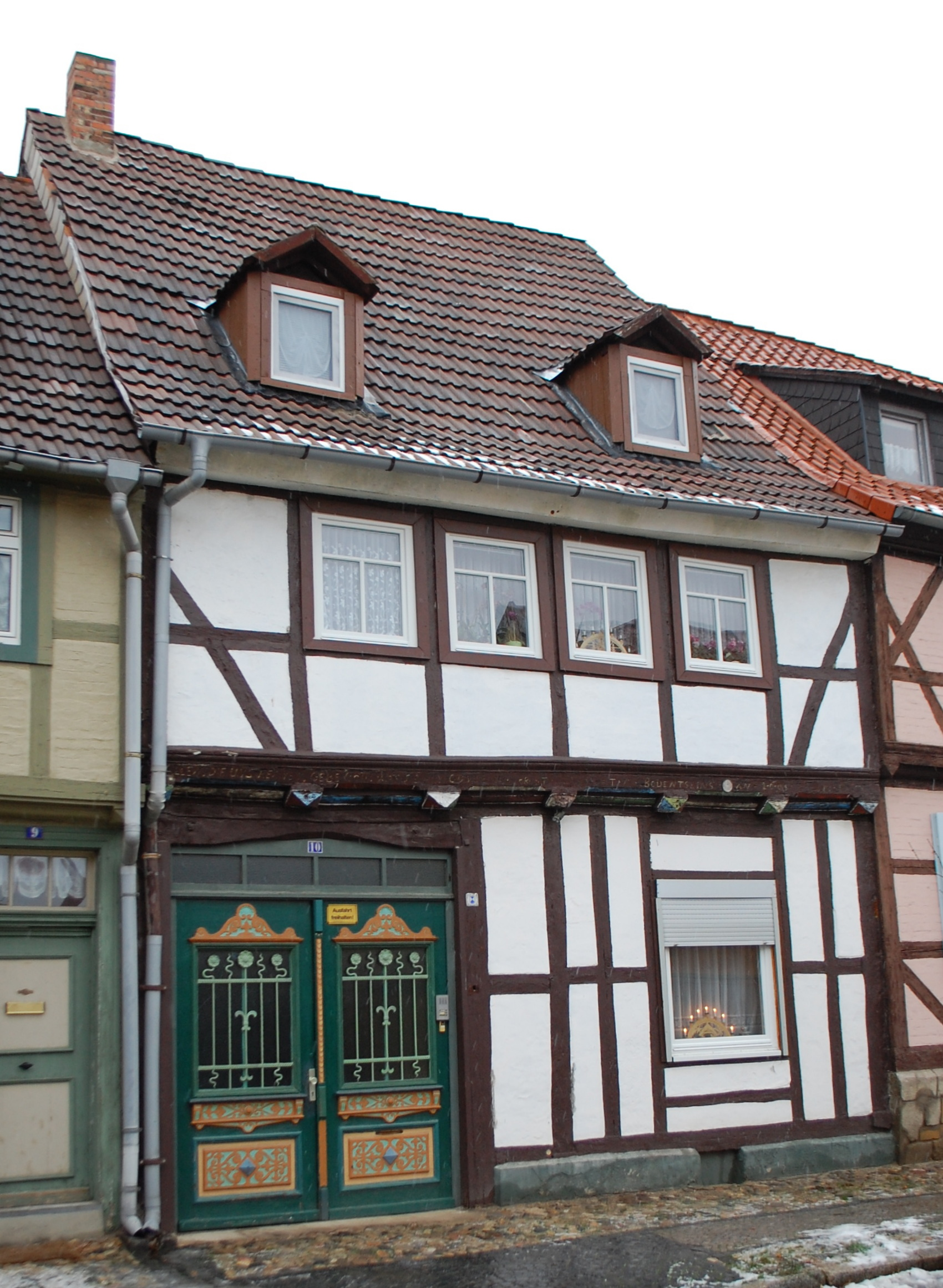
Ballstraße 10

Das Haus Ballstraße 10 ist ein denkmalgeschütztes Gebäude in der Stadt Quedlinburg in Sachsen-Anhalt.

## Lage
Es befindet sich im östlichen Teil der historischen Quedlinburger Neustadt und gehört zum UNESCO-Weltkulturerbe. Direkt südlich grenzt das gleichfalls denkmalgeschützte Haus Ballstraße 9, nördlich das Haus Ballstraße 11 an.

## Architektur und Geschichte
Das zweigeschossige Fachwerkhaus wurde nach einer an der Stockschwelle aufgebrachten Inschrift M.L.Z. im Jahr 1695 vom Zimmermeister Martin Lange, möglicherweise auch von einem sonst mit dem Kürzel LZM arbeitenden Zimmermeister für T. M. Bodenstein gebaut. Im Quedlinburger Denkmalverzeichnis ist es als Ackerbürgerhaus eingetragen. In der Südhälfte des Gebäudes befindet sich eine Tordurchfahrt. Die verzierten Flügel des Tores stammen aus der Zeit um 1900.